# Château d'Egeskov
 (octobre 2024).
 (octobre 2024).
Le château d'Egeskov [ˈeːəsgɔu̯ʔ] est un château situé sur l'île de Fionie (Danemark). Il est le château à douves le mieux conservé d'Europe.

## Géographie
Le bâtiment orné de tours est au milieu d'un petit lac.

## Activités
Il constitue avec ses jardins (primés en 2006[réf. nécessaire]) une attraction touristique. Le site abrite plusieurs musées dont un du motocycle et un autre consacré aux automobiles anciennes. On y trouve aussi une « crypte de Dracula ».

## Histoire
Le château, fondé par Frands Brockenhuus, est terminé en 1554. Il s'est marié quelques années auparavant avec Anne Tinhuus, laquelle avait repris la ferme de ses parents[réf. souhaitée]. Les secousses politiques, la Réforme et la guerre civile de 1534 à 1536 déshéritent beaucoup de gros propriétaires terriens. Pour Frands Brockenhuus qui a construit son château au milieu d'un lac dont les fondations reposent sur une grande quantité de pilotis de chêne, ceux-ci constituent une véritable « forêt de chênes » qui, selon la tradition, proviendrait d'une forêt coupée entièrement pour la construction. En effet Egeskov signifie littéralement « forêt de chênes » en danois, toponyme comparable au vieux norrois Eikaskógr.
Manoir de village non fortifié dans les années 1400, Egeskov fut transformé en bastion hautement fortifié par Frands Brockenhuus. Les travaux ont été achevés en 1554 et il est donc aujourd'hui l'un des châteaux de la Renaissance dont les douves font partie des mieux conservés d'Europe du Nord. Le bâtiment présente des éléments de la sobriété propre à la période gothique, ainsi que des traits de l'ordre de l'époque de la Renaissance. L'ancien propriétaire, Frands Brockenhuus était l'un des hommes les plus cultivés de son temps, et sa position de lieutenant à Nyborg le plaçait fermement parmi le cercle restreint de conseillers de confiance du roi. Il fut ensuite élevé au grade de Marshall, commandant de l'armée nationale, et perdit la vie lors du siège de Varberg en Suède pendant la guerre de Sept Ans (1563–70).
Le domaine devint la propriété de la famille Bille-Brahe à partir de 1784, date à laquelle ils l'ont acquis auprès de descendants de la famille Brockenhuus. En 1882, il a été hérité par les comtes d'Ahlefeldt-Laurvig-Bille qui en sont toujours propriétaires. Le comte Gregers et la comtesse Nonni ont ouvert les jardins d'Egeskov au public dans les années 1960 et leur fils, le comte Claus, a ensuite créé le musée des classiques en 1968, ouvrant simultanément les portes du château au grand public. Egeskov est l'une des attractions les plus grandes et les plus connues au Danemark au niveau international et abrite toujours le comte et sa famille.

## Intérieur

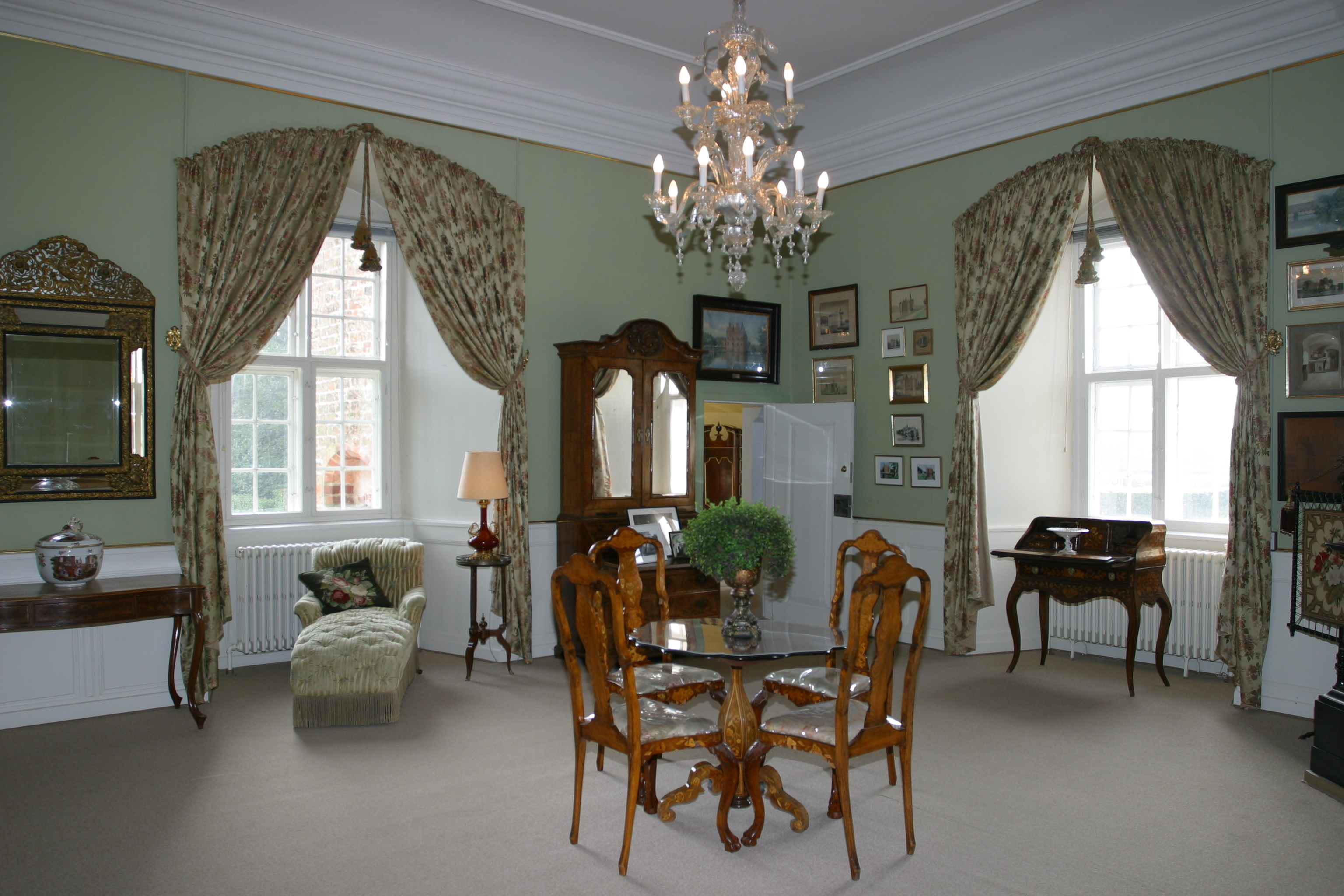
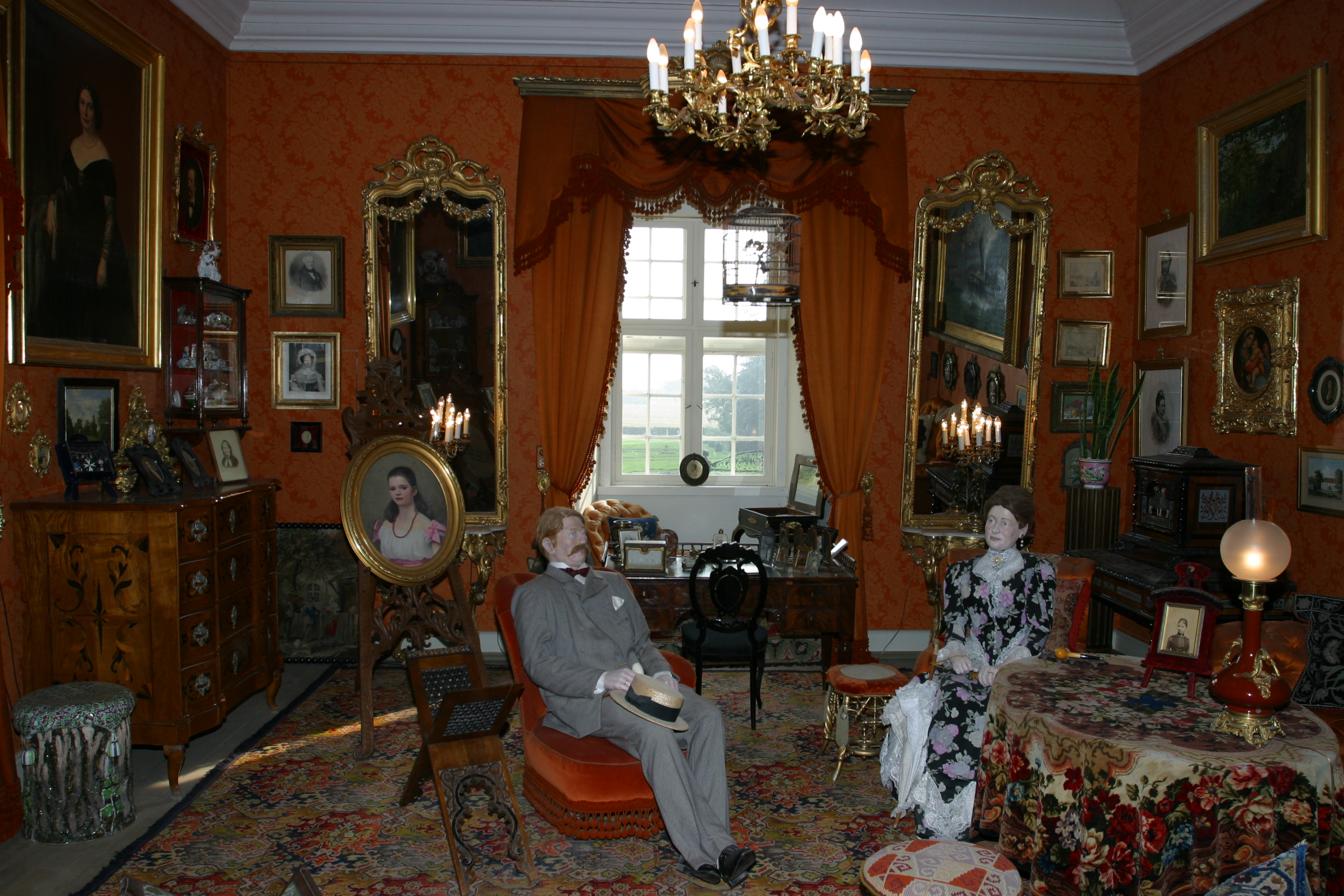
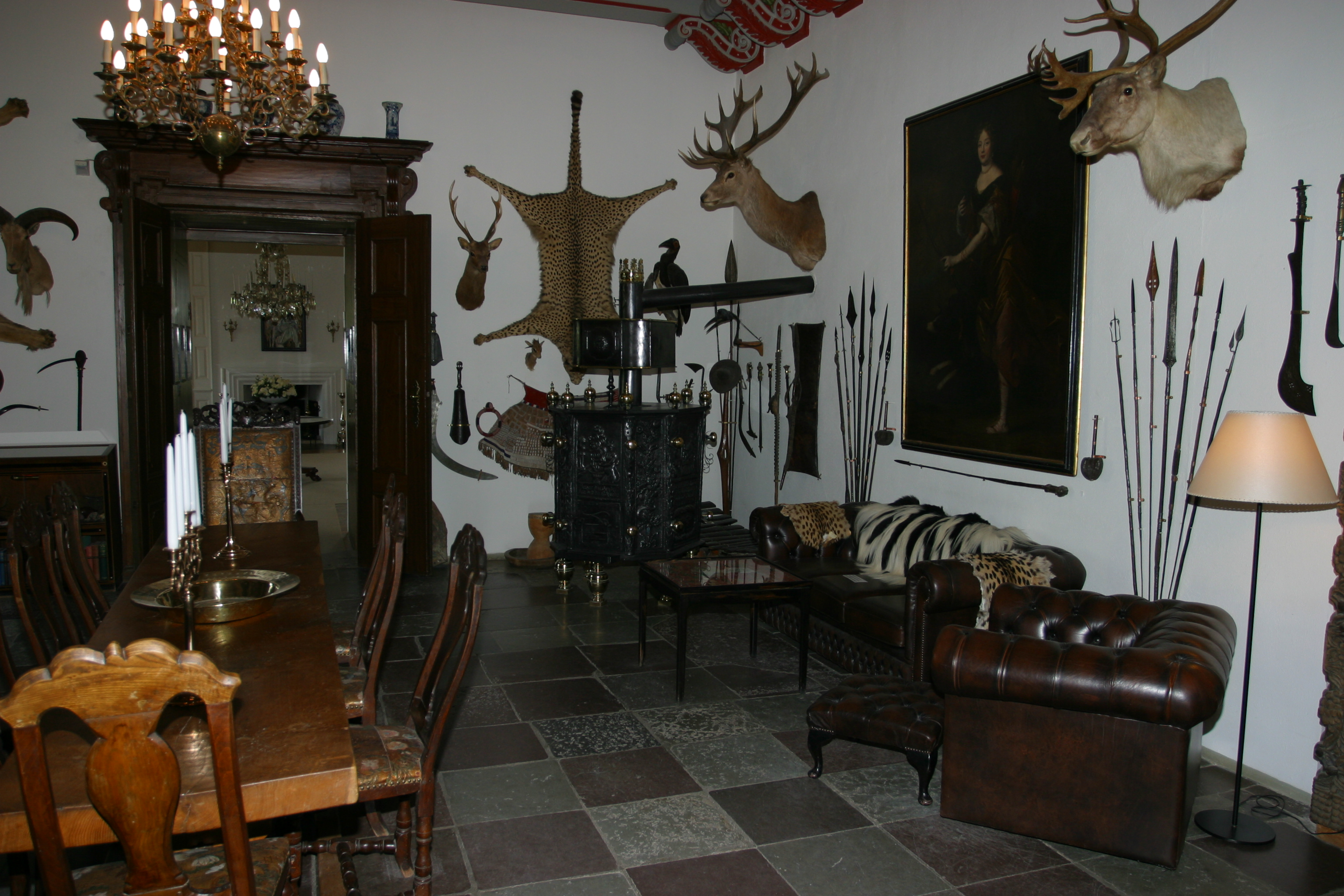